# Abdij van Cambron
De Abdij van Cambron was een cisterciënzerabdij die zich bevond in Cambron-Casteau, een dorpje in Henegouwen.

## Geschiedenis
De abdij werd gesticht omstreeks 1148 als dochterabdij vanuit de Abdij van Clairvaux en groeide uit tot een van de rijkste abdijen van het graafschap Henegouwen. Ze was gelegen aan de Blanche, een zijrivier van de Dender. Naar verluidt zou Bernard van Clairvaux bij de oprichting betrokken zijn.De stichting kwam voort uit een schenking van Anselme de Trazegnies, kanunnik te Zinnik, maar deze schenking werd betwist door diens broer en heer van Silly, Gilles de Trazegnies. Dit conflict sleepte jarenlang aan. In 1190 werd begonnen met de bouw van de abdijkerk en deze werd in 1240 ingewijd.
Monniken van deze abdij deden in 1217 een succesvolle poging om de benedictijnse Abdij van Boudelo om te vormen tot een cisterciënzerabdij. Voorts had deze abdij uithoven te Diksmuide, Rosières, Tienen, Horrues, Wodeke, Rebais, Lombise en Stoppeldijk. Ook was er een tiendschuur van de abdij in Bermeries. Aan het begin van de 14e eeuw ontstond er een intensieve Mariaverering in de abdij met onder andere een jaarlijkse processie. Eind 14e eeuw waren er 70 monniken in de abdij aanwezig.
Naast de abdijkerk waren en verschillende kapellen op het terrein van de abdij: de kapel van de Drievuldigheid, de gravinnenkapel en de kapel van Onze-Lieve-Vrouw van Cambron. Die laatste deed dienst als parochiekerk voor de bedienden van de abdij en de inwoners van het dorp Cambron.
In de 18e eeuw werden vele gebouwen vernieuwd. In 1789 kwam het bestaan van de abdij onder druk te staan, door de hervormingspolitiek van keizer Jozef II. Nochtans kon de abdij nog enige tijd gehandhaafd blijven. De abdij werd in 1796, nadat de Franse troepen waren binnengevallen, opgeheven, gedeeltelijk vernield in 1797 en verkocht in 1798. Lang bleef de abdijruïne in het bezit van de familie Val de Beaulieu. In 1982 werd ze geklasseerd als monument en in 1993 werd ze verkocht aan het Parc Paradisio en werd op het terrein een dierentuin gevestigd, tegenwoordig Pairi Daiza genaamd.

## Bibliotheek
De abdij kende in de 13e en 14e eeuw een grote intellectuele bedrijvigheid. Er waren schrijvers op het gebied van theologie, ascese en geschiedenis actief. Het werk van het scriptorium van Cambron wordt gekenmerkt door de grote afmetingen, een onverzorgde bladspiegel en een sobere uitvoering waarbij enkel de beginletters een getekende versiering kregen. Filip Bosquier stelde in 1641 een catalogus van de werken in de bibliotheek samen die werd uitgegeven door Antonius Sanderus. In een inventaris van 1782 werden 292 handschriften genoteerd. Hiervan zijn er minstens 125 bewaard, maar ze zijn verspreid over Belgische en buitenlandse bibliotheken.
De originele oorkonden van de abdij, waarvan 400 uit de 12e en 13e eeuw, en de cartularia (afschriften van akten en oorkonden in registers) worden bewaard in het aartsbisdom Mechelen. Hierdoor is een reconstructie van de bezittingen van de abdij mogelijk.

## Gebouw en park

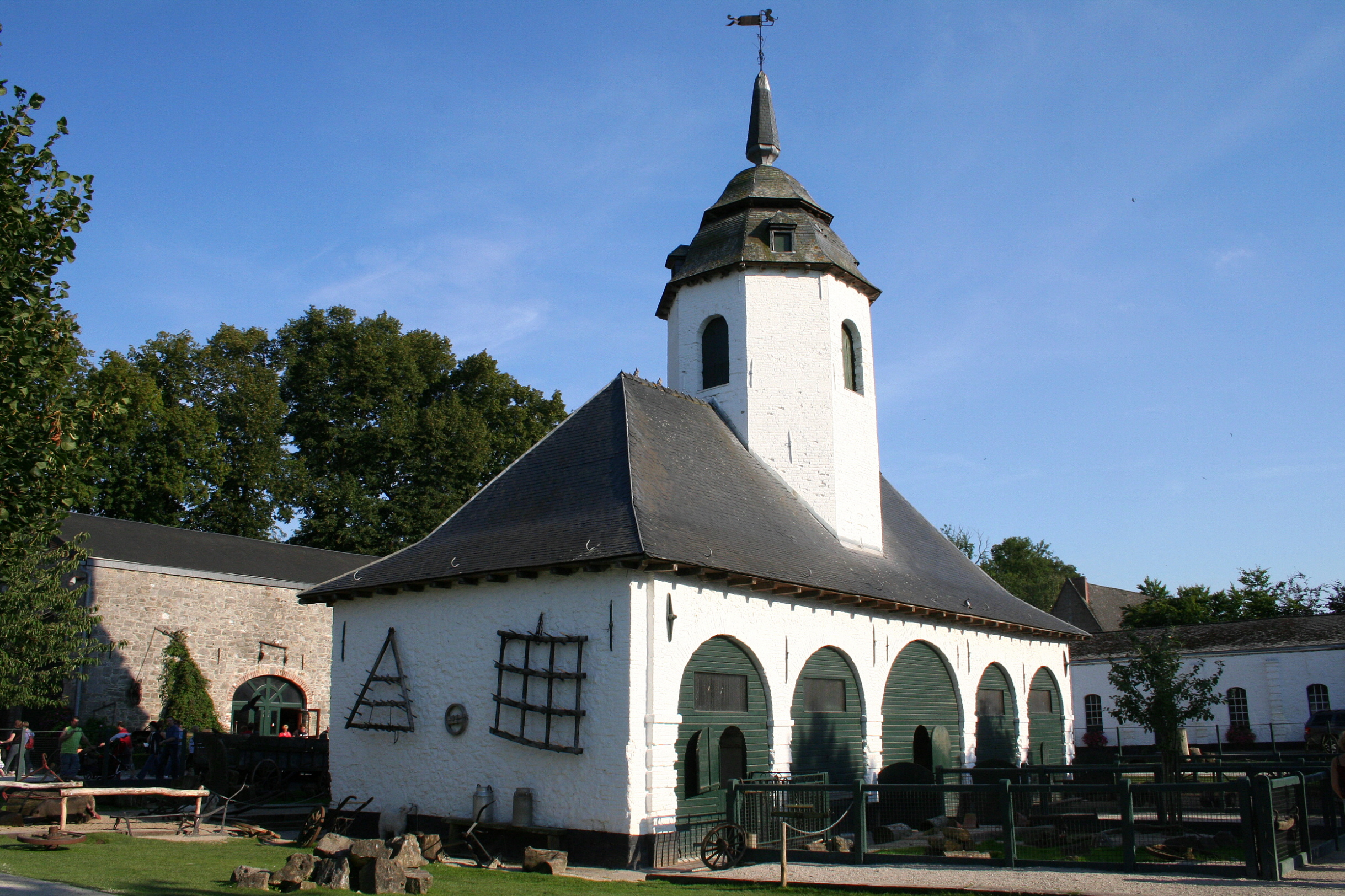
Koetshuis met duiventoren

Van de kerk, de vroeggotische crypte en de kapittelzaal is slechts weinig behouden gebleven. Het portaal van de classicistische kerk uit 1769 en de torenruïne uit 1774 zijn overgebleven, samen met een zuil en de bovengalerijen van enkele zijbeuken. De kerk bestond uit een vierkanten koor en een dwarsbeuk zonder kapellen, beuken met zes tussenruimten. Ook zijn er enkele zwaar beschadigde gotische liggende grafbeelden uit de 14e eeuw aanwezig, toegeschreven aan de Doornikse School, en een arduinen ex voto uit 1412. Verder zijn er een lage zaal uit het einde van de 12e eeuw, een poortgebouw uit 1722 in klassieke stijl, een neerhof uit 1727–1729 met koetshuis en duiventoren. Ook is er een looierij, zijn er overblijfselen van een watermolen uit 1721 (die niet meer werkt na een brand in 1900), ruïnes van een brouwerij en een meubelmakerij uit 1722, een put uit 1624 en een dubbele trap met balustrade uit 1776, welke over een beek van het plein der abdij naar het park voerde.
Dit park van 52 hectare, omgeven door een 13e-eeuwse muur van 1,5 m hoog, bevat ook het neoclassicistische Kasteel van Cambron, uit 1854. Het 52 ha groot park bevat prachtige lanen, oude bomen en vier vijvers. De hoofdstructuur ervan gaat terug tot 1724. Tegenwoordig is hier de reeds genoemde dierentuin gevestigd.